# الحنكة (صعفان)

تعديل مصدري - تعديل

الحنكة هي إحدى قرى عزلة مدول بمديرية صعفان التابعة لمحافظة صنعاء، بلغ تعداد سكانها 815 نسمة حسب تعداد اليمن لعام 2004.